# Mark Chen

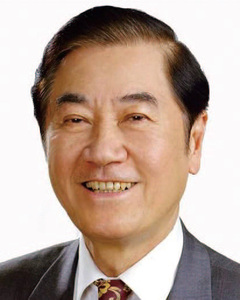
Mark Chen

Mark Chen (chinesisch 陳唐山 / 陈唐山, Pinyin Chén Tángshān, W.-G. Chén Táng-shān, Pe̍h-ōe-jī Tân Tông-san; * 16. September 1935 in Landkreis Tainan, Japanisches Kaiserreich) ist ein taiwanischer Politiker.

## Leben
Huang studierte an der University of Oklahoma, an der Purdue University und an der Nationaluniversität Taiwan. Er wurde am 16. April 2004 als Nachfolger von  Eugene Chien Außenminister von Taiwan. Infolge eines Korruptionsskandals trat Chen von seinem Amt als Außenminister zurück. Sein Nachfolger in diesem Amt ist seit 24. Januar 2006 James C. F. Huang.